# Ingeborg Förster
Ingeborg Förster, geborene Eissing (* 13. November 1920 in Emden; † 18. Januar 2007), war eine deutsche Politikerin (CDU) aus  Bremen. Sie war Mitglied der Bremischen Bürgerschaft.

## Biografie
Ingeborg Eissing war seit 1943 in Industrie und Handel tätig und studierte nach dem Abitur Wirtschafts- und Sozialwissenschaften an der Universität Köln, wo sie 1943 ihr Studium als Diplom-Kaufmann abschloss. 1951 zog sie, nun verheiratete Förster, zu ihrem in Bremen tätigen Ehemann, mit dem sie zwei Kinder bekam. Danach war sie in Industrie und Handel sowie zeitweise als Lehrerin an einer kaufmännischen Berufsschule tätig.

### Politik
Ingeborg Eissing beantragte am 20. Mai 1938 die Aufnahme in die NSDAP und wurde zum 1. September desselben Jahres aufgenommen (Mitgliedsnummer 6.968.551).
Nach dem Krieg trat Ingeborg Förster der CDU in Bremen bei. Sie war Hausfrau und in den 1960/1970er Jahren Mitglied im Landesvorstand der Bremer CDU. Von 1967 bis 1983 war sie für die CDU 16 Jahre lang Mitglied der Bremischen Bürgerschaft und in verschiedenen Deputationen und Ausschüssen der Bürgerschaft tätig. Von 1975 bis 1983 war sie Stellvertretende  Vorsitzende des Rechnungsprüfungsausschusses der Bürgerschaft. Sie war die wirtschaftspolitische Sprecherin der CDU in der Bürgerschaft.
Im Jahr 1972 kandidierte Förster erfolglos auf Listenplatz 4 der Landesliste der CDU für den Deutschen Bundestag.